# ببه
شهر ببه (به رومانیایی: Băbeni) در شهرستان ولچه در کشور رومانی واقع شده‌است. جمعیت این شهر ۹٬۴۷۵ نفر  است.